# Охотничьи трофеи (проект Полисского)
«Охо́тничьи трофе́и» (фр. Salle des Trophées) — инсталляция деревянных скульптур благородных оленей и ибексов в парижском отеле Le Royal Monceau, созданная Николаем Полисским совместно с Никола-Ленивецкими промыслами в 2010 году в деревне Никола-Ленивец.

## История
2010 год во Франции был назван годом России, и Николая Полисского с Никола-Ленивецкими промыслами пригласили сделать в замке Шамбор комнату «трофеев». Впервые об этом заказе Полисский обмолвился в интервью в июле 2009 года.
Уже в 2009 году Полисский с Никола-Ленивецкими промыслами сделали часть деревянных скульптур животных, которые впервые были выставлены в сквере Волкова Центрального парка культуры и отдыха Калуги с 29 августа до 20 сентября 2009 года. Авторами скульптур были Алексей Гусев, Олег Безуглов и Алексей Буковский.
В отличие от других интерьеров замка Шамбор с реальными охотничьими трофеями, «охотничьи трофеи» Полисского должны были стать деревянными. Для реализации этого проекта было выделено 600 кубометров шамборского дуба. Помимо «трофеев» рядом с замком Полисский планировал установить механизированную на полном приводе конструкцию из вращающихся зеркал, названную им «Машиной времени имени Леонардо да Винчи». (Леонардо да Винчи был одним из архитекторов замка Шамбор, но умер за несколько месяцев до начала его строительства.) В отдалении от замка Полисский предполагал возвести свой «замок» «Мирадор» — охотничье укрытие размером 20х20 метров из местного лёгкого кустарника дрока.
Весь проект в Шамборе был свёрнут, и спустя год Полисский так объяснил причины этого:
У меня был шикарный проект во Франции, в Шамборе. Было много придумано, обговорено, было выпито много литров вкусного французского вина. Но потом пришел Саркози и приказал отдать территорию под охотничье поместье. Но я не жалею: я прекрасно провёл там время и увёз с собой много хороших идей. Сейчас у меня из Франции три предложения. Я на них ответил, и организаторы теперь обдумывают: проекты затратные — я ведь маленькое-то не делаю.
После того, как проект в Шамборе не состоялся, эскизы деревянных скульптур благородных оленей и ибексов попали в руки Филиппа Старка, который в это время выбирал художественную инсталляцию современного художника для интерьера отеля Le Royal Monceau, расположенного в центре Парижа, у Триумфальной арки на Елисейских Полях. Старк остановился на проекте Полисского.
Весной 2010 года почти вся артель Никола-Ленивецких промыслов занялась в Никола-Ленивце деревянными скульптурами для этого проекта. Привычное для артели разделение труда было применено и здесь: одни делали самую сложную часть работы по анатомии фигур, вторые вырезали рога — наиболее декоративную часть, остальные занимались крепежом и сборкой.
Один из участников артели и соавторов «Охотничьих трофеев» Алексей Гусев рассказывал во время работы над фигурами животных:
Сегодня я буду голову пилить — она у меня сегодня может не получиться. Могу её в сторону отложить, чем-нибудь другим заняться. А то начнёшь пилить — и выкинешь её в дрова. Лучше подождать.
Все скульптуры тонировались в один цвет. Принципиальной для Полисского была «грубость», «простота» этой работы — он утверждал, что все скульптуры выполнены только с помощью бензопилы, и дал «Охотничьим трофеям» броский подзаголовок «Резьба бензопилой по дереву».
Скульптуры были установлены на втором этаже отеля Le Royal Monceau в переходе между холлом и многоэтажной зоной номеров.
В 2011 году «Охотничьи трофеи» из коллекции отеля Le Royal Monceau стали частью выставочного марафона под эгидой Национального центра скульптуры Франции и, в частности, выставлялись на выставке «Галерея трофеев» во французском замке Châteaudun. Четырнадцать скульптур были помещены в грубо сбитый из неструганых досок загон, установленный в одном из залов замка. Зрители «подглядывали» за «дикими животными» сквозь щели между досками. В конце 2011-го — начале 2012 года «Охотничьи трофеи» были показаны на итоговой выставке марафона в парижском дворце La Conciergerie.